# Маехата Хідеко
Маехата Хідеко (20 травня 1914 — 24 лютого 1995) — японська плавчиня.
Олімпійська чемпіонка 1936 року, призерка 1932 року.